# Indipendenza condizionata
In teoria della probabilità, l'indipendenza condizionata descrive casi in cui un'osservazione è irrilevante o ridondante per la valutazione della certezza di un'ipotesi. L'indipendenza condizionata viene formulata solitamente in termini della probabilità condizionata come caso speciale in cui la probabilità dell'ipotesi date osservazioni non informative è pari alla  probabilità in mancanza di esse.

## Definizioni
Se {\displaystyle A} è l'ipotesi e {\displaystyle B} e {\displaystyle C} sono osservazioni, l'indipendenza condizionata può essere definita dall’uguaglianza:
{\displaystyle P(A\mid B,C)=P(A\mid C)}
a patto che le probabilità condizionate siano ben definite. 
Dato che la  probabilità di {\displaystyle A} data {\displaystyle C} è pari alla probabilità di {\displaystyle A} date {\displaystyle B} e {\displaystyle C}, questa uguaglianza esprime il fatto che {\displaystyle B} non affatto alla certezza di {\displaystyle A}. In tal caso, {\displaystyle A} e {\displaystyle B} sono dette condizionatamente indipendenti data {\displaystyle C}, il che può essere denotato in simboli come segue: {\displaystyle (A\perp \!\!\!\perp B\mid C)}. 

### Indipendenza incondizionata
{\displaystyle A} e {\displaystyle B} sono incondizionatamente indipendenti se {\displaystyle P(A,B)=P(A)P(B)}, cioè se sono condizionatamente indipendenti in assenza di altre informazioni. Si noti che l'indipendenza incondizionata di {\displaystyle A} e {\displaystyle B} non implica che esse siano condizionatamente indipendenti date altre osservazioni denotate da {\displaystyle C}.

### Indipendenza dal contesto specifico
Le definizioni precedenti possono essere estese a casi in cui {\displaystyle A} e {\displaystyle B} rappresentino variabili aleatorie e {\displaystyle C} rappresenti un insieme di variabili casuali, per le quali si considerano specifiche assegnazioni di valori dal rispettivo dominio. 
Un altro concetto correlato è quello di indipendenza dal contesto specifico. {\displaystyle A} e {\displaystyle B} sono indipendenti rispetto al contesto {\textstyle C=c} se {\displaystyle P(A|B,C=c)=P(A|C=c)}
sempre se le probabilità condizionate sono ben definite. La definizione è analoga a quella dell'indipendenza condizionata, ma l'uguaglianza deve valere per ogni valore assegnabile ad {\displaystyle A} e {\displaystyle B} dai rispettivi domini ma solo per la specifica assegnazione di valori {\displaystyle c} a ciascuna variabile di {\displaystyle C}.